# Fiat 515
La Fiat 515 est un modèle de voiture fabriqué par le constructeur italien Fiat à partir de 1931.
Ce modèle est un judicieux mélange entre la carrosserie de la Fiat 522 et le moteur économique de 1438 cm3 de la Fiat 514. Il disposait de quatre portes, dont les portes arrière, comme sur les modèles de très haut de gamme luxueux, s'ouvraient d'avant en arrière. Le pare-brise est basculant pour améliorer l'entrée d'air dans l'habitacle.
La Fiat 515 inaugure, en avant première sur un modèle automobile de cette classe, un système de freins hydrauliques ce qui constitue une nouveauté rare pour l'époque.
La Fiat 515 ne sera pas assemblée en Espagne comme la Fiat 514, modèle économique assemblé dans l'usine Fiat Hispania de Guadalajara, acquise par Fiat en 1931. L'usine a été détruite durant la Guerre civile espagnole de 1936 et n'a pas été reconstruite. Fiat Auto investira en 1950 dans un nouveau site gigantesque à Barcelone, dans la zona Franca et créera Seat.